# Toophan
Toophan (persisch توفان, ‚Sturm‘) ist eine iranische Panzerabwehrlenkwaffe, die in verschiedenen Versionen produziert wird. Toophan 1 ist eine Nachkonstruktion der US-amerikanischen BGM-71 TOW.

## Technik
Toophan ist ein rohrgestarteter, optisch verfolgter, drahtgelenkter Flugkörper, der speziell für die Bekämpfung gepanzerter Fahrzeuge vorgesehen ist. Die jeweiligen Versionen unterscheiden sich zum Teil erheblich hinsichtlich des Gefechtskopfes, der Reichweiten und der Zielortung. Die veröffentlichten Daten entstammen offizieller Angaben der iranischen Waffenexportabteilung. Demnach ist eine neutrale Bewertung der angegebenen Leistungswerte nicht möglich. Der Lenkflugkörper kann von Panzerfahrzeugen (bei den iranischen Streitkräften Boragh oder M113), Hubschrauber oder von einer Dreibeinlafette aus gestartet werden.

## Entwicklung
Nach einer äußerst kurzen Entwicklungszeit begann für die US-amerikanischen BGM-71 TOW bereits 1968 die Serienproduktion. Die ersten Exemplare wurden 1970 an die US-Streitkräfte ausgeliefert. Außerhalb der USA wurden TOW in verschiedenen Ländern in Lizenz produziert. Bisher sind weit über 620.000 TOW hergestellt worden. So konnte der Iran vor der islamischen Revolution Lizenzproduktionsrechte an den TOW-Raketen erlangen. In den 2000er-Jahren wurden die Entwicklungsarbeiten des Toophan aufgenommen und Mitte des Jahrzehnts ausgeliefert. Der Flugkörper soll kompatibel mit BGM-71-Startvorrichtungen sein.

## Varianten

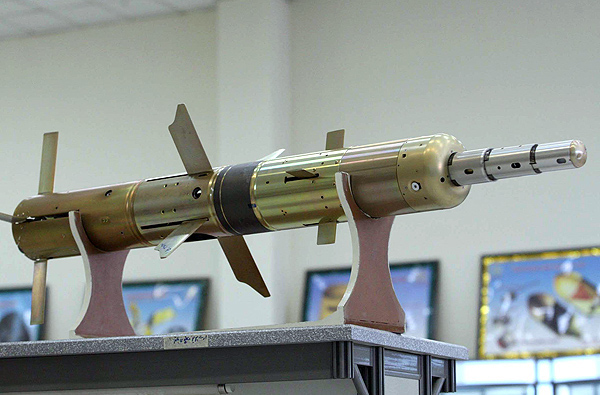
Toophan-5-Flugkörper

- Toophan/Toophan-1: Kopie der ersten Serienversion der US-amerikanischen BGM-71A TOW.
- Toophan-2: mit Tandemhohlladung; vergleichbar mit der Version BGM-71E TOW 2A.
- Toophan-2B: Verbesserte Toophan-2-Version mit schwererem Gefechtskopf und höherer Durchschlagskraft.
- Toophan-3: Flugkörper mit Top-attack-Funktion; entspricht BGM-71F TOW-2B. Die Lenkwaffe überfliegt das Ziel und zündet mittels Sensoren nach unten gerichtete EFP-Sprengköpfe. Panzerungen von >80 mm RHA-Äquivalent sollen dabei durchschlagen werden können.[6]
- Toophan-4: Flugkörper mit thermobarischem Sprengkopf aus dem Jahr 2015, die 2017 der Öffentlichkeit auf Rüstungsmessen vorgestellt wurde. Toophan-4 wurde nach Jemen und in den Irak exportiert.[7]

Weitere Entwicklungen sind die Versionen Toophan-5 und Qaem/Qaem-M, welche allerdings keine direkten TOW-Gegenparts haben. Die lasergesteuerte Qaem wird in der Luft-Boden-Variante auch von Kampfdrohnen wie der iranischen Qods Mohajer-6 eingesetzt. Bei dieser 2018 eingeführten Variante handelt es sich um eine Gleitbombe, statt um eine Rakete. Mit der Qaem-Variante kommt also ein anderes System zum Einsatz. Die Gleitbombe soll ihr Ziel mit einer Genauigkeit von 50 cm treffen.

## Einsatz
Toophan-Raketen verschiedener Versionen werden im Syrienkrieg von mehreren Konfliktparteien und im Huthi-Konflikt eingesetzt. Außerdem verwendete die Hisbollah den Lenkflugkörper gegen israelische Merkava-Kampfpanzer im Libanonkrieg 2006.

## Nutzer
- Iran
  - Iranische Revolutionsgarde
  - Iranisches Heer
- Irak
  - Irakische Polizei[11][12][13]
  - Volksmobilisierungseinheiten[14][13]
    - Badr-Brigaden[15]
    - Liwa Ansar al-Marja'iyya[16]
    - Saraya as-Salam[17]
    - Harakat Hesbollah al-Nujaba[18]
    - Firqa al-Abbas al-Qitalya[15]
- Syrien
  - Syrisches Heer[19]
- Jemen
  - Huthis[20]
- Palästina
  - Al-Quds-Brigaden[21]
- Libanon
  -  Hisbollah[22][23]
- Volksverteidigungseinheiten[24]